# Liste du patrimoine culturel immatériel de l'humanité en République dominicaine
Cet article recense les pratiques inscrites au patrimoine culturel immatériel en République dominicaine.

## Statistiques
La République dominicaine ratifie la convention pour la sauvegarde du patrimoine culturel immatériel le 2 octobre 2006. La première pratique protégée est inscrite en 2008.
En 2024, la République dominicaine compte 5 éléments inscrits au patrimoine culturel immatériel, tous sur la liste représentative.

## Listes

### Liste représentative
Les éléments suivants sont inscrits sur la liste représentative du patrimoine culturel immatériel de l'humanité :
| Élément                                                                                                 | Type | Subdivision      | Année | Lien  | Notes                                                 | Illus. |
| --- | --- | ---------------- | ----- | ----- | ----------------------------------------------------- | ------ |
| La tradition du théâtre dansé Cocolo                                                                    | arts du spectacle |                  | 2008  | 00104 |                                                       |        |
| L'espace culturel de la Fraternité du Saint-Esprit des congos de Villa Mella                            | arts du spectacle | Villa Mella (en) | 2008  | 00006 |                                                       |        |
| La musique et la danse du merengue en République dominicaine                                            | arts du spectacle |                  | 2016  | 01162 |                                                       |        |
| La musique et la danse de la bachata dominicaine                                                        | arts du spectacle |                  | 2019  | 01514 |                                                       |        |
| Le savoir-faire et les pratiques traditionnels liés à la fabrication et à la consommation de la cassave | pratiques sociales, rituels et événements festifs connaissances et pratiques concernant la nature et l'univers savoir-faire liés à l'artisanat traditionnel |                  | 2024  | 02118 | Partagé avec Cuba, Haïti, le Honduras et le Venezuela |        |

### Patrimoine immatériel nécessitant une sauvegarde urgente
La République dominicaine ne compte aucun élément listé sur la liste du patrimoine immatériel nécessitant une sauvegarde urgente.

### Registre des meilleures pratiques de sauvegarde
La République dominicaine ne compte aucune pratique listée au registre des meilleures pratiques de sauvegarde.